# Santa Fe de Antioquia
Santa Fe de Antioquia, auch Antioquia, ist eine Gemeinde (municipio) in Kolumbien. Sie liegt im Westen des Departamentos Antioquia, 88 km nordwestlich von Medellín.

## Geographie
Die Fläche der Gemeinde umfasst 493 km². Sie grenzt im Norden an die Gemeinden Giraldo und Buriticá, im Osten an Olaya und Sopetrán, im Süden an Ebéjico, Anzá und Caicedo und im Westen an Caicedo, Abriaquí und Giraldo. Das Einzugsgebiet der Gemeinde umfasst neben dem städtischen Teil 38 veredas (kleine ländliche Verwaltungseinheiten) und sechs (corregimientos) (größere ländliche Verwaltungseinheiten).
Santa Fe de Antioquia ist geprägt durch das bergige Terrain der Zentralkordillere der Anden. Die Flüsse Cauca und Tonusco durchfließen das Gemeindegebiet. Das Klima ist tropisch trocken mit einer Jahresdurchschnittstemperatur von ca. 28 °C.

## Bevölkerung
Die Gemeinde Santa Fe de Antioquia hat 27.844 Einwohner, von denen 18.559 im städtischen Teil (cabecera municipal) der Gemeinde leben (Stand: 2022).

## Geschichte
Im Jahr 1541 gründete der Konquistador Jorge Robledo einen Ort namens Antioquia in der Nähe des heutigen Peque, der 1542 in die Nähe des heutigen Frontino verlegt wurde. 1545 erhielt dieser Ort anlässlich einer Spanienreise Robledos, bei der dieser zum Marschall ernannt wurde, ein Wappen und den Titel Ciudad de Antioquia (dt. Stadt Antioquia), ausgestellt von König Philipp II. Von dort aus unternahm Robledo 1546 die Gründung des Ortes Villa de Santa Fe an der heutigen Stelle, am Zusammenfluss des Río Cauca mit dem Tonusco. Nach der Hinrichtung Robledos durch den konkurrierenden Konquistador Sebastián de Belalcázar wurde Juan de Rodas 1546 Statthalter von Antioquia und legte die Stadt Antioquia mit der Villa de Santa Fe an der Stelle letzterer zusammen. Das alte Antioquia wurde 1555 zerstört. Der Bischof von Popayán erhob die Villa de Santa Fe 1547 zum Kirchspiel. Die Siedlung wurde 1584 Hauptstadt der Region Antioquia und heißt seitdem offiziell Santa Fe de Antioquia. Am 8. August 1590 wurde Santa Fe de Antioquia offiziell von Villa zur Ciudad (Stadt) erhoben. Von Beginn an war Santa Fe ein Bergbaudorf, dessen wirtschaftliche Grundlage die Goldminen bildeten.
1799 wurde ein Dom errichtet. Das zugehörige Erzbistum Santa Fe de Antioquia wurde 1804 von Pius VII. eingerichtet. 1813 erklärte sich Antioquia zum souveränen und unabhängigen Staat mit Santa Fe als Hauptstadt. Nach der Unabhängigkeit Großkolumbiens wurde Santa Fe 1826 als Hauptstadt von Medellín abgelöst. Von 1851 bis 1855 war die Stadt erneut Hauptstadt einer Provinz, als die Provinz Antioquia kurzzeitig in drei Provinzen unterteilt war, aber bald wiedervereint wurde.
Sein Erbe an Kolonialarchitektur führte dazu, dass die Innenstadt 1960 zum nationalen Denkmal Kolumbiens erklärt wurde.

## Wirtschaft
Grundlage der Wirtschaft ist in Santa Fe die Landwirtschaft. Die wichtigsten Produkte sind Kaffee, Mais, Gartenbohne (frijol), Tamarindo, Tamarillo und Kartoffeln. Es findet sich Rinder-, Pferde- und Schweinezucht und -haltung.
Daneben ist der Tourismus eine bedeutende Einkommensquelle. 2006 wurde ein neuer Westtunnel eröffnet, der die Entfernung und Reisezeit von Medellín verkürzt, was Santa Fe de Antioquia als Ziel von Wochenendausflügen, aber auch für Sommerurlaube attraktiver gemacht hat. Die Bautätigkeit erlebt derzeit eine deutliche Expansion, die auf der Erwartung steigender Besucher- und Übernachtungszahlen basiert.

## Sehenswürdigkeiten
Die erhaltene koloniale Architektur gibt der relativ kleinen Stadt das Flair eines Ortes, in dem die Zeit stehengeblieben ist.
Aus den kolonialen Ensemble herausragende Sehenswürdigkeiten sind die Kathedrale, der Erzbischofspalast, das Rathaus, die Plaza Mayor, das Museum für Religiöse Kunst und verschiedene herrschaftliche Häuser wie die La Casa de las dos Palmas (dt. „Haus der zwei Palmen“) und die Casa Negra.
Eine weitere, Ende des 19. Jahrhunderts (1887–1895) gebaute Sehenswürdigkeit ist die Hängebrücke Puente de Occidente (zu dt. „Brücke des Westens“), die sich zwischen Antioquia und Olaya über den Cauca spannt und ebenfalls kolumbianisches Nationaldenkmal ist.

## Bildung
In Santa Fe de Antioquia befindet sich ein Standort der Universidad de Antioquia. Der Standort wurde 2006 eröffnet.

## Persönlichkeiten
- José Jaime Galeano (1945–2021), Radrennfahrer
- Jorge Hernández (* 1948), Radrennfahrer